# Midlife: A Beginner's Guide to Blur
Midlife: A Beginner's Guide to Blur es un álbum recopilatorio de dos discos de  Blur, publicado por EMI Records el 15 de junio de 2009. Es la segunda colección retrospectiva de Blur, después de Blur: The Best Of de 2000 y coincide con las actuaciones de la reunión de la banda en 2009.

## Fondo
Abarcando la amplitud de la historia registrada de Blur desde su inicio, Midlife: A Beginner's Guide to Blur presenta una muestra más amplia de material de Modern Life Is Rubbish de 1993 (incluido el sencillo "Popscene" de la misma época) que en Blur: The Best Of, además del material de Think Tank de 2003, el segundo más reciente de lanzamiento de estudio de Blur, que saldrá antes de The Magic Whip de 2015.

## Lista de canciones
Todas las canciones escritas por Blur (Albarn/Coxon/James/Rowntree), excepto "Out of Time" y "Good Song", que fueron escritas por Albarn, James y Rowntree.

### CD 1
1. "Beetlebum" – 5:04
2. "Girls & Boys" – 4:19
3. "For Tomorrow" – 6:00
4. "Coffee & TV" – 5:19
5. "Out of Time" – 3:52
6. "Blue Jeans" – 3:53
7. "Song 2" – 2:02
8. "Bugman" – 4:51
9. "He Thought of Cars" – 4:16
10. "Death of a Party" (7" Remix) – 4:15
11. "The Universal" – 3:59
12. "Sing" – 6:01
13. "This Is a Low" – 5:00

### CD 2
1. "Tender" –  7:42
2. "She's So High" (Edit) – 3:50
3. "Chemical World" – 3:53
4. "Good Song" – 3:06
5. "Parklife" – 3:07
6. "Advert" – 3:44
7. "Popscene" – 3:15
8. "Stereotypes" – 3:11
9. "Trimm Trabb" – 5:37
10. "Badhead" – 3:28
11. "Strange News from Another Star" – 4:03
12. "Battery in Your Leg" – 3:20

## Listas

### Listas semanales
| Lista                        | Posición |
| ---------------------------- | -------- |
| Japanese Oricon Albums Chart | 66       |
| UK Albums Chart              | 20       |